# Veinte de Noviembre, San Pedro
Veinte de Noviembre är en ort i Mexiko.   Den ligger i kommunen San Pedro och delstaten Coahuila, i den centrala delen av landet, 800 km nordväst om huvudstaden Mexico City. Veinte de Noviembre ligger 1 106 meter över havet och antalet invånare är 1 097.
Terrängen runt Veinte de Noviembre är platt. Runt Veinte de Noviembre är det glesbefolkat, med 9 invånare per kvadratkilometer. Närmaste större samhälle är Concordia, 3,6 km öster om Veinte de Noviembre. Trakten runt Veinte de Noviembre består till största delen av jordbruksmark.